# 直升机行动
直升机行动（英語：Operation Chopper）是1962年1月12日美军在越南进行的一次军事行动，同时也是美军首次在越南战争中参与的主要战斗。 

## 背景
1961年12月，搭载82架美国陆军H-21“驮马”多功能直升机的科尔号护航航母 (T-AKV-41) 停靠在西贡。12天后，“直升机行动”正式执行。

## 行动
美军的直升机运送了1000多名越南共和国伞兵，用以攻击在西贡以西10英里处一个被怀疑为越共(VC)的据点。虽然越共在南越军队出其不意的攻击下被彻底击败了，但越共在这次突袭行动中也吸取到了教训，并在后来对美军的战斗中发挥了巨大的反击作用。南越伞兵在越共据点还缴获了一个位于地下的无线电发射器。

## 后续
这次行动预示着美国陆军迎来空中机动性战术新时代，自从1952年朝鲜战争后，美国陆军就接连组建了12个直升机战斗营。随后，这一概念就被逐渐发展起来。这些崭新的直升机营级战斗部队最终形成了现代化的空中游骑兵部队。